# أقاليم غيانا

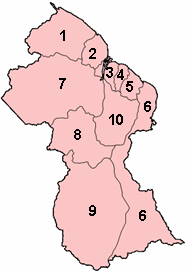
أقاليم غيانا

تنقسم غيانا إلى 10 أقاليم. كل إقليم يدار بواسطة مجلس إقليمي ديموقراطي (Regional Democratic Council) وتنقسم الأقاليم إلى مجالس أحياء (Neighbourhood Democratic Councils) .
وهذه هي قائمة الأقاليم :
| م  | الأقاليم                                                          | العاصمة                       | المساحة (كم²) | تعداد السكان (2012) | الكثافة السكانية كم² |
| -- | ----------------------------------------------------------------- | ----------------------------- | ------------- | ------------------- | -------------------- |
| 1  | إقليم باريما وايني Barima-Waini                                   | ماباروما Mabaruma             | 20,339        | 26,941              | 1.3                  |
| 2  | إقليم بوميرون شوبينام Pomeroon-Supenaam                           | آنا ريخينا Anna Regina        | 6,195         | 46,810              | 7.6                  |
| 3  | إقليم جزر ايسيكويبو غرب ديميرارا Essequibo Islands-West Demerara  | فرييد إن هوب Vreed en Hoop    | 3,755         | 107,416             | 28.6                 |
| 4  | إقليم ديميرارا ماهايكا Demerara-Mahaica                           | باراديس Paradise              | 2,232         | 313,429             | 140.4                |
| 5  | إقليم ماهايكا بربيسه Mahaica-Berbice                              | فورت ولينغتون Fort Wellington | 4,190         | 49,723              | 11.9                 |
| 6  | إقليم شرق بربيسه كورنتينه East Berbice-Corentyne                  | نيو أمستردام New Amsterdam    | 36,234        | 109,431             | 3.0                  |
| 7  | إقليم كويوني مازاروني Cuyuni-Mazaruni                             | بارتيكا Bartica               | 47,213        | 20,280              | 0.4                  |
| 8  | إقليم بوتارو سيباروني Potaro-Siparuni                             | ماهديا Mahdia                 | 20,051        | 10,190              | 0.5                  |
| 9  | إقليم تاكوتو العليا إيسيكويبو العليا Upper Takutu-Upper Essequibo | ليتيم Lethem                  | 57,750        | 24,212              | 0.4                  |
| 10 | إقليم ديميرارا العليا بربيسه Upper Demerara-Berbice               | ليندن Linden                  | 17,040        | 39,452              | 2.3                  |
|    | غيانا                                                             | جورج تاون Georgetown          | 214,999       | 747,884             | 3.5                  |